# CZW世界タッグ王座
CZW世界タッグ王座―(シージーダブリュー・ワールド・タッグ・チーム・チャンピオンシップ，CZW World Tag Team Championship)―は、1999年2月13日に創設された、コンバット・ゾーン・レスリングの認定によるタッグのチャンピオンベルトである。

## 獲得史
| 名前                                                                                          | 回 | 獲得日         | 場所                                 | 備考                                                         |
| --------------------------------------------------------------------------------------------- | -- | -------------- | ------------------------------------ | ------------------------------------------------------------ |
| ジョン・ダーマー & ジョセ・リベイラ・ジュニア                                                 | 1  | 1999年2月13日  | ニュージャージー州マントヴァ         | 於『オープニング・ナイト』                                   |
| ブラザーズ・オブ・イースト・エルエー                                                          | 1  | 1999年2月13日  | ニュージャージー州マントヴァ         | 於『オープニング・ナイト』                                   |
| ハート・ブレイカー & ミスター・モーション                                                     | 1  | 1999年5月22日  | ニュージャージー州マントヴァ         | 於『メイ・マッドネス』                                       |
| ビル・シェーファー & ジム・プライス                                                           | 1  | 1999年7月17日  | ニュージャージー州マントヴァ         | 於『ストリート・ファイト99』                                 |
| ジョン・ザンディグ & ニック・ゲージ                                                           | 1  | 1999年7月24日  | ニュージャージー州マントヴァ         |                                                              |
| ロボ & T.C.K.                                                                                 | 1  | 1999年10月9日  | ニュージャージー州ナショナル・パーク | 於『ペイン・イン・ザ・レイン』                               |
| ジャスティス・ペイン                                                                          | 1  | 1999年11月20日 | ニュージャージー州マントヴァ         | 於『ジ・ウォー・ビギンズ』（1対2のハンディキャップマッチ）   |
| スリル・キル・カルト（ディアブロス・マカブル & ミッドナイト）                                 | 1  | 2000年1月8日   | ニュージャージー州ソウェル           | 於『ブラッドバス2000』                                       |
| カシメリーノス（ジョニー・カジミア & ロビー・メリーノ）                                       | 1  | 2000年2月5日   | ニュージャージー州ソウェル           | 於『ア・ナイト・オブ・メイン・イベンツ』                     |
| ハース・ブラザーズ（チャーリー・ハース & ラス・ハース）                                       | 1  | 2000年2月12日  | ニュージャージー州ソウェル           | 於『クライミング・ザ・レッダー』                             |
| バックシート・ボーイズ（ジョニー・カジミア & トレント・アシッド）                             | 1  | 2000年6月10日  | ニュージャージー州ソウェル           | 於『ケージド・トゥー・ジ・エンド』                           |
| ニック・モンド & リック・ブレード                                                             | 1  | 2000年8月12日  | ニュージャージー州ソウェル           | 於『ブラッド，スウェット・アンド・バイオレンス』             |
| ヘイト・クラブ（ジャスティス・ペイン & ワイフビーター）                                       | 1  | 2000年10月7日  | ニュージャージー州ソウェル           | 於『ルールズ・アー・メイド・トゥー・ビー・ブロークン』       |
| ヘイト・クラブ（ネイト・ヘイトリッド & ニック・ゲージ）                                       | 1  | 2001年4月4日   | デラウェア州ドーバー                 | 於『ペイバック』                                             |
| ブリスコ・ブラザーズ（ジェイ・ブリスコ & マーク・ブリスコ）                                   | 1  | 2001年7月14日  | デラウェア州スマーナ                 | 於『ヘイト・クラブ：デッド?』                                |
| バックシート・ボーイズ（ジョニー・カジミア & トレント・アシッド）                             | 2  | 2001年7月28日  | ニュージャージー州ソウェル           | 於『ワット・アバウト・ロボ?』                                |
| MEN'Sテイオー & 葛西純                                                                        | 1  | 2001年8月16日  | 名古屋市体育館                       | 大日本プロレスのハウス・ショー                               |
| バックシート・ボーイズ（ジョニー・カジミア & トレント・アシッド）                             | 3  | 2001年8月19日  | 横浜文化体育館                       | 大日本プロレスのハウス・ショー                               |
| エディー・バレンタイン & ジョン・ダーマー                                                     | 1  | 2002年3月9日   | ペンシルベニア州フィラデルフィア     | 於『アウト・ウィズ・ジ・オールド，イン・ウィズ・ザ・ニュー』 |
| ヘイト・クラブ（ネイト・ヘイトリッド & ニック・ゲージ）                                       | 2  | 2002年5月11日  | ペンシルベニア州フィラデルフィア     | 於『ハイ・ステークス』                                       |
| バックシート・ボーイズ（ジョニー・カジミア & トレント・アシッド）                             | 4  | 2003年2月8日   | ペンシルベニア州フィラデルフィア     | 於『アンシビライズド』                                       |
| レーベルズ・アーミー（デレク・フレイジャー & グレッグ・マシュー & ロッキン・レーベル）        | 1  | 2004年1月17日  | ペンシルベニア州フィラデルフィア     | 於『ストリート・ファイト2K4』                                |
| ヘイト・クラブ（ネイト・ヘイトリッド & ニック・ゲージ）                                       | 3  | 2004年4月3日   | ペンシルベニア州フィラデルフィア     | 於『リトリビューション』                                     |
| ブラック・アウト（ラッカス & サビアン）                                                       | 1  | 2004年6月12日  | ペンシルベニア州フィラデルフィア     | 於『トライフェクタ・エリミネーション2』                      |
| チーム・キャッシュ（クリス・キャッシュ & JCベイリー & ネイト・ウェッブ & セクシー・エディー） | 1  | 2004年12月11日 | ペンシルベニア州フィラデルフィア     | 於『ケージ・オブ・デス6』                                    |
| ヘイト・クラブ（ジャスティス・ペイン & ニック・ゲージ）                                       | 1  | 2005年2月5日   | ペンシルベニア州フィラデルフィア     | 於『オンリー・ザ・ストロング』                               |
| タフ・クレイジー・バスターズ（ネクロ・ブッチャー & トビー・クライン）                         | 1  | 2005年7月9日   | ペンシルベニア州フィラデルフィア     | 於『ハイ・ステークス3』                                      |
| キングス・オブ・レスリング（クリス・ヒーロー & クラウディオ・カスタニョーリ）                 | 1  | 2005年9月10日  | ペンシルベニア州フィラデルフィア     | 於『ア・ビッグ・マザ・ファッキン・ディール』                 |
| ブラック・アウト（エディー・キングストン & ジョーカー）                                       | 1  | 2006年2月11日  | ペンシルベニア州フィラデルフィア     | 於『セブン・イヤーズ・ストロング：セトリング・ザ・スコア』   |
| キングス・オブ・レスリング（クリス・ヒーロー & クラウディオ・カスタニョーリ）                 | 2  | 2006年10月14日 | ペンシルベニア州フィラデルフィア     | 於『ラスト・チーム・スタンディング』                         |
| ブラック・アウト（ロビー・メリーノ & サビアン）                                               | 1  | 2006年11月11日 | ペンシルベニア州フィラデルフィア     | 於『ナイト・オブ・インファミー5』                            |
| ブラック・アウト（オニックス & レインマン）                                                   | 1  | 2006年12月9日  | ペンシルベニア州フィラデルフィア     | 於『ケージ・オブ・デス8』                                    |
| ブラック・アウト（ラッカス & サビアン）                                                       | 2  | 2007年1月13日  | ペンシルベニア州フィラデルフィア     | 於『ニュー・イヤー，ニュー・オポチュニティーズ』             |
| チーム・アンドリュー（アンディー・サムナー & ドリュー・グラック）                             | 1  | 2007年9月8日   | ペンシルベニア州フィラデルフィア     | 於『ザ・クリス・キャッシュ・メモリアル・ショー』             |
| デレク・フレイジャー & ニールズ・ヤング                                                       | 1  | 2007年10月13日 | ペンシルベニア州フィラデルフィア     | 於『チューシング・サイズ』                                   |
| ダニー・デメント & ジョン・ダーマー                                                           | 1  | 2007年12月8日  | ペンシルベニア州フィラデルフィア     | 於『ケージ・オブ・デス9』                                    |
| ナップ・タウン・ドラゴンズ（ダスティン・リー & スコッティー・ヴォルテクズ）                   | 1  | 2008年2月9日   | ペンシルベニア州フィラデルフィア     | 於『ナイン・ファッキン・イヤーズ』                           |
| チーム・アンドリュー（アンディー・サムナー & ドリュー・グラック）                             | 2  | 2008年7月12日  | ペンシルベニア州フィラデルフィア     | 於『ア・タングルド・ウェブ』                                 |
| ツー・ガールズ，ワン・カップ（ビーフ・ウェリントン & グレッグ・エクセレント）                 | 1  | 2008年10月11日 | ペンシルベニア州フィラデルフィア     | 於『デシジョン'08』                                          |
| ブラック・アウト（ラッカス & サビアン）                                                       | 3  | 2008年10月11日 | ペンシルベニア州フィラデルフィア     | 於『デシジョン'08』                                          |
| ツー・ガールズ，ワン・カップ（ビーフ・ウェリントン & グレッグ・エクセレント）                 | 2  | 2008年11月8日  | ペンシルベニア州フィラデルフィア     | 於『ナイト・オブ・インファミー7：グリード』                  |
| ベスト・アラウンド（ブルース・マクスウェル & TJキャノン）                                     | 1  | 2009年3月14日  | ペンシルベニア州フィラデルフィア     | 於『トータル・ハヴォック』                                   |
| エディー・キングストン & ドレイク・ヤンガー                                                   | 1  | 2010年4月10日  | ペンシルベニア州フィラデルフィア     | 於『スウィンギン・フォー・ザ・フェンセズ』                   |